# Koinothrix
Koinothrix pequenops es una especie de araña araneomorfa de la familia Linyphiidae. Es el único miembro del género monotípico Koinothrix.

## Distribución
Se encuentra en las islas de Cabo Verde.  